# Jenna Gray
Jenna Camille Gray (Shawnee, 28 de febrero de 1998) es una jugadora de voleibol profesional estadounidense que completó su carrera universitaria en la Universidad de Stanford. Actualmente juega para Minas Tenis Clube.

## Carrera

### Colegio
Gray comenzó su carrera universitaria con una explosión. Ayudó al equipo a lograr un récord de temporada regular de 21-7 y una invitación general al torneo de voleibol femenino de la División I de la NCAA de 2016. Stanford fue cabeza de serie número 6 en general y enfrentó su primera prueba importante en la final regional, cuando derrotaron al tercer sembrado Wisconsin por 3-2, después de ir perdiendo 2-0 al principio del partido, para ganarse un lugar en la Final Four. En las semifinales, Stanford se enfrentó al segundo sembrado Minnesota, pero nuevamente salió victoriosa y ganó 3-1. En el juego por el campeonato, Stanford se enfrentó al cuarto sembrado Texas y completó su tercera sorpresa consecutiva, ganando 3-1. Gray fue nombrada para el equipo del torneo.
En la primavera de su primer año, Gray también compitió en el equipo de atletismo y ganó los honores del segundo equipo All-America. [ 5 ] También jugó en el equipo de voleibol de playa de Stanford en su primer año, asociándose con su compañera de equipo de interior Kathryn Plummer, antes de decidir que competir en tres deportes universitarios era demasiado.
En su segundo año, ayudó a liderar a su equipo al torneo de voleibol femenino de la División I de la NCAA, mejorando su récord de la temporada regular a 26-3 y obteniendo el tercer puesto general en el torneo. Stanford pasó fácilmente por la regional perdiendo solo un set en los primeros cuatro partidos. Esto significó que Gray y su compañera de equipo Fitzmorris competirían en el mismo Arena, el Sprint Center, donde habían visto el partido del Campeonato Nacional de 2010. Sin embargo, Stanford se enfrentó al segundo clasificado general Florida en las semifinales y no logró avanzar, con Florida ganando 3-2.
Gray también compitió en lanzamiento de jabalina, con un lanzamiento de la NCAA de 187-11, lo suficientemente bueno como para ubicarla como la número 2 en la lista de todos los tiempos de Stanford.
Como estudiante de tercer año, Gray ayudó a su equipo a lograr un récord de 28-1 en la temporada regular y a ser la primera cabeza de serie en el torneo de voleibol femenino de la División 1 de la NCAA. Stanford avanzó a la Final Four, donde vencieron a BYU en las semifinales nacionales por 3-0, luego prevalecieron en un partido muy reñido contra Nebraska, ganando 3-2, para ganar el Campeonato Nacional por octava vez en la historia de la escuela.  Gray fue nombrada nuevamente para el equipo del torneo.
En la temporada de atletismo de primavera, obtuvo los honores del primer equipo All-America en lanzamiento de jabalina.
En su último año, el equipo de Stanford tuvo un récord de temporada regular de 24-4 y obtuvo el tercer puesto general en el torneo de voleibol femenino de la División 1 de la NCAA. Stanford ganó sus primeros dos partidos sin perder un set, pero luego tuvo problemas contra Utah, que no era cabeza de serie, en las semifinales regionales, y finalmente prevaleció 3-2. No perderían otro set en el torneo, venciendo a Penn State con una barrida de 3-0 para avanzar a la Final Four, luego barrió a Minnesota 3-0 para llegar al juego del campeonato. En la ronda final, Stanford barrió a Wisconsin 3-0 para ganar su noveno Campeonato Nacional y su tercer campeonato en 4 años. Una vez más, Gray fue nombrada para el equipo del torneo.
Gray ganó el premio Honda Sports Award como la mejor jugadora universitaria de voleibol del país en 2019.
Gray fue la cuarta jugadora en la historia del programa en superar las 5000 asistencias en su carrera, y terminó su carrera universitaria con un total de 5485 asistencias. Esta cifra la colocó en el segundo lugar en asistencias de todos los tiempos en el programa. También fue tercera en la historia de la escuela en ases en su carrera con 136.

### Clubes profesionales
Jenna Gray se trasladó al Dresdner SC 1898 para la temporada 2020/21, donde juega voleibol profesional en la Liga Alemana de Voleibol Femenino.